# 1. FC Magdeburg/Saison 2017/18
Die Fußball-Saison 2017/18 ist für den 1. FC Magdeburg die 52. Saison in der Vereinsgeschichte und die dritte Saison in der 3. Liga. Sie umfasst den Zeitraum vom 1. Juli 2017 bis 30. Juni 2018. In dieser Saison gelang dem Verein zum ersten Mal der Aufstieg in die 2. Bundesliga.

## Erste Mannschaft

### Transfers in der Sommerpause
| Pos. | Name                  | Vertrag ab/seit | Vertrag bis   | Typ            | letzter Verein       | neuer Verein                              | Transfersumme | Bekanntgabe   | Ref.  |
| ---- | --------------------- | --------------- | ------------- | -------------- | -------------------- | ----------------------------------------- | ------------- | ------------- | ----- |
| T    | Alexander Brunst      | 1. Juli 2017    | 30. Juni 2019 | Transfer       | VfL Wolfsburg II     |                                           | Ablösefrei    | 28. Mai 2017  | [ 1 ] |
| T    | Mario Seidel          | 3. Juli 2017    | 30. Juni 2018 | Transfer       | FC Erzgebirge Aue    |                                           | Ablösefrei    | 2. Juli 2017  | [ 2 ] |
| IV   | Leon Heynke           | 1. Juli 2017    | 30. Juni 2019 | -              | eigene Jugend        |                                           | -             | 1. Apr. 2017  | [ 3 ] |
| IV   | Steffen Schäfer       | 1. Juli 2017    | 30. Juni 2019 | Transfer       | FSV Frankfurt        |                                           | Ablösefrei    | 6. Juli 2017  | [ 4 ] |
| DM   | Björn Rother          | 1. Juli 2017    | 30. Juni 2019 | Transfer       | Werder Bremen II     |                                           | Ablösefrei    | 2. Juni 2017  | [ 5 ] |
| DM   | Dennis Erdmann        | 1. Juli 2017    | 30. Juni 2018 | Transfer       | FC Hansa Rostock     |                                           | Ablösefrei    | 28. Mai 2017  |       |
| OM   | Andreas Ludwig        | 1. Juli 2017    | 30. Juni 2018 | Transfer       | FC Utrecht           |                                           | Ablösefrei    | 21. Juni 2017 | [ 6 ] |
| RA   | Philip Türpitz        | 1. Juli 2017    | 30. Juni 2019 | Transfer       | Chemnitzer FC        |                                           | Ablösefrei    | 28. Mai 2017  |       |
| RA   | Florian Pick          | 1. Juli 2017    | 30. Juni 2018 | Ausleihe       | 1. FC Kaiserslautern |                                           | Ablösefrei    | 20. Juni 2017 | [ 7 ] |
| MS   | Felix Lohkemper       | 1. Juli 2017    | 30. Juni 2019 | Transfer       | FSV Mainz II         |                                           | Ablösefrei    | 28. Mai 2017  |       |
| T    | Leopold Zingerle      |                 |               | Transfer       |                      | SC Paderborn 07                           | Ablösefrei    | 22. Mai 2017  | [ 8 ] |
| T    | Lukas Cichos          | 1. Juli 2013    | 30. Juni 2019 | Ausleihe       |                      | FSV Zwickau                               |               | 30. Juni 2017 | [ 9 ] |
| IV   | Moritz Sprenger       | 1. Juli 2016    | 30. Juni 2017 | Leih-Ende      |                      | VfL Wolfsburg II                          | -             | 22. Mai 2017  |       |
| RV   | Lukáš Novy            | 1. Juli 2015    | 30. Juni 2017 | Vertragsablauf |                      | VfB Auerbach                              | -             | 22. Mai 2017  |       |
| DM   | Steffen Puttkammer    | 1. Juli 2013    | 30. Juni 2017 | Transfer       |                      | SV Meppen                                 | Ablösefrei    | 22. Mai 2017  |       |
| DM   | Jan Löhmannsröben     | 1. Juli 2015    | 30. Juni 2017 | Transfer       |                      | FC Carl Zeiss Jena                        | Ablösefrei    | 22. Mai 2017  |       |
| RM   | Niklas Brandt         | 1. Juli 2015    | 30. Juni 2017 | Vertragsablauf |                      | Vereinslos später FC Viktoria 1889 Berlin | -             | 22. Mai 2017  |       |
| RM   | Ahmed Waseem Razeek   | 1. Juli 2015    | 30. Juni 2017 | Transfer       |                      | FC Rot-Weiß Erfurt                        | Ablösefrei    | 22. Mai 2017  |       |
| LA   | Piotr Ćwielong        | 31. Jan. 2017   | 30. Juni 2017 | Transfer       |                      | GKS Tychy                                 | Ablösefrei    | 1. Juni 2017  |       |
| LA   | Manuel Farrona Pulido | 1. Juli 2015    | 30. Juni 2017 | Transfer       |                      | SC Fortuna Köln                           | Ablösefrei    | 18. Juni 2017 |       |
| LA   | Florian Kath          | 1. Juli 2016    | 30. Juni 2017 | Leih-Ende      |                      | SC Freiburg                               | -             | -             |       |

### Vertragsverlängerungen
| Nr. | Pos. | Name                    | Vertrag seit | Vertrag bis   | Verlängerung bis | Bekanntgabe   | Ref.   |
| --- | ---- | ----------------------- | ------------ | ------------- | ---------------- | ------------- | ------ |
| 30  | T    | Lukas Cichos            | 1. Juli 2013 | 30. Juni 2017 | 30. Juni 2019    | 23. Mai 2017  | [ 10 ] |
| 23  | DM   | Charles Elie Laprevotte | 1. Jan. 2016 | 30. Juni 2018 | 30. Juni 2020    | 20. Sep. 2017 |        |
| 17  | ZM   | Marius Sowislo          | 1. Juli 2012 | 30. Juni 2017 | 30. Juni 2018    | 6. Mai 2017   | [ 11 ] |
| 11  | MS   | Christian Beck          | 1. Jan. 2013 | 30. Juni 2018 | 30. Juni 2020    | 16. Juni 2017 |        |

### Transfers in der Winterpause
| Pos. | Name          | Vertrag ab   | Vertrag bis   | Typ      | letzter Verein     | neuer Verein | Transfersumme | Bekanntgabe  | Ref.   |
| ---- | ------------- | ------------ | ------------- | -------- | ------------------ | ------------ | ------------- | ------------ | ------ |
| T    | Marcel Costly | 2. Jan. 2018 | 30. Juni 2020 | Transfer | 1. FSV Mainz 05 II |              | Ablösefrei    | 2. Jan. 2018 | [ 12 ] |

### Kader der Saison
| Nr.        | Nat.              | Name                    | Geburtstag    | im Verein seit | Vertrag bis | letzter Verein         |
| Tor        | Tor               | Tor                     | Tor           | Tor            | Tor         | Tor                    |
| ---------- | ----------------- | ----------------------- | ------------- | -------------- | ----------- | ---------------------- |
| 01         | Deutschland       | Jan Glinker             | 18. Jan. 1984 | 2014           | 2018        | 1. FC Union Berlin     |
| 12         | Deutschland       | Mario Seidel            | 19. Jan. 1995 | 2017           | 2018        | FC Erzgebirge Aue      |
| 30         | Deutschland       | Alexander Brunst        | 7. Juli 1995  | 2017           | 2019        | VfL Wolfsburg II       |
| Abwehr     |                   |                         |               |                |             |                        |
| 03         | Deutschland       | Christopher Handke      | 14. Feb. 1989 | 2013           | 2019        | Germania Halberstadt   |
| 04         | Deutschland       | Leon Heynke             | 27. Nov. 1999 | 2016           | 2020        | eigene Jugend          |
| 05         | Deutschland       | Felix Schiller          | 6. Dez. 1989  | 2012           | 2018        | Rot-Weiß Oberhausen    |
| 09         | Deutschland       | Marcel Costly           | 20. Nov. 1995 | 2018           | 2020        | FSV Mainz 05 II        |
| 10         | Deutschland       | Nico Hammann            | 16. März 1988 | 2016           | 2019        | SV Sandhausen          |
| 14         | Deutschland       | Steffen Schäfer         | 1. Mai 1994   | 2017           | 2019        | FSV Frankfurt          |
| 22         | Kanada            | André Hainault          | 17. Juni 1986 | 2015           | 2018        | VfR Aalen              |
| 37         | Deutschland       | Richard Weil            | 6. Feb. 1988  | 2017           | 2018        | Würzburger Kickers     |
| Mittelfeld |                   |                         |               |                |             |                        |
| 06         | Deutschland       | Björn Rother            | 29. Juli 1996 | 2017           | 2019        | Werder Bremen II       |
| 08         | Deutschland       | Philip Türpitz          | 23. Aug. 1991 | 2017           | 2019        | Chemnitzer FC          |
| 13         | Deutschland       | Dennis Erdmann          | 22. Nov. 1990 | 2017           | 2018        | FC Hansa Rostock       |
| 15         | Deutschland       | Tobias Schwede          | 17. März 1994 | 2016           | 2018        | Werder Bremen II       |
| 16         | Deutschland       | Nils Butzen             | 2. Apr. 1993  | 2007           | 2019        | eigene Jugend          |
| 17         | Polen Deutschland | Marius Sowislo          | 14. Nov. 1982 | 2012           | 2018        | Sportfreunde Siegen    |
| 18         | Deutschland       | Florian Pick            | 8. Sep. 1995  | 2017           | 2018        | 1. FC Kaiserslautern   |
| 19         | Deutschland       | Michel Niemeyer         | 19. Nov. 1995 | 2015           | 2019        | RB Leipzig II          |
| 20         | Deutschland       | Andreas Ludwig          | 11. Sep. 1990 | 2017           | 2018        | FC Utrecht             |
| 23         | Franzose          | Charles-Elie Laprevotte | 4. Okt. 1992  | 2017           | 2020        | SC Freiburg            |
| 24         | Deutschland       | Tarek Chahed            | 23. Juni 1996 | 2013           | 2019        | eigene Jugend          |
| Sturm      |                   |                         |               |                |             |                        |
| 07         | Deutschland       | Felix Lohkemper         | 26. Jan. 1995 | 2017           | 2019        | FSV Mainz 05 II        |
| 11         | Deutschland       | Christian Beck          | 10. März 1988 | 2013           | 2020        | Germania Halberstadt   |
| 21         | Deutschland       | Julius Düker            | 4. Jan. 1996  | 2016           | 2018        | Eintracht Braunschweig |
| 26         | Deutschland       | Gerrit Müller           | 26. Apr. 1984 | 2016           | 2018        | Stuttgarter Kickers    |

### Trainer- und Betreuerstab
| Name                 | Funktion              |
| Trainerstab          |                       |
| Jens Härtel          | Cheftrainer           |
| Silvio Bankert       | Co-Trainer            |
| Ronny Thielemann     | Co-Trainer            |
| Matthias Tischer     | Torwarttrainer        |
| Dirk Keller          | Athletiktrainer       |
| Kevin Waliczek       | Videoanalyst          |
| Mannschaftsbetreuung |                       |
| Mario Kallnik        | Geschäftsführer Sport |
| Maik Franz           | Direktor Sport        |
| Jan Schüttrumpf      | Mannschaftsarzt       |
| Stefan Wiegand       | Mannschaftsarzt       |
| Tino Meyer           | Physiotherapeut       |
| Mandy Rosenschon     | Physiotherapeutin     |
| Heiko Horner         | Mannschaftsleiter     |

## Wettbewerbe

### 3. Liga
Hauptartikel: 3. Fußball-Liga 2017/18

#### Hinrunde

##### Hinrunden-Spieltage
| 1. Spieltag | 23. Juli 2017 | Sonnenhof Großaspach                       | 4:1 | 1. FC Magdeburg | Aspach                                                              |
|             | 14:00         | Schiek 44′ Gyau 56′ Hägele 72′ Özdemir 89′ |     | Lohkemper 85′   | Stadion: Sportpark Fautenhau Zuschauer: 3.150 Schiedsrichter: Brand |

| 2. Spieltag | 29. Juli 2017 | 1. FC Magdeburg             | 3:0 | FC Rot-Weiß Erfurt | Magdeburg                                                                    |
|             | 14:00         | Niemeyer 4′ Türpitz 27′ 28′ |     |                    | Stadion: Stadion Magdeburg Zuschauer: 17.140 Schiedsrichter: Daniel Schlager |

| 3. Spieltag | 2. Aug. 2017 | SV Meppen | 1:2 | 1. FC Magdeburg                    | Meppen                                                        |
|             | 19:00        | Girth 18′ |     | Ludwig 5′ (Strafstoß) Niemeyer 65′ | Stadion: Hänsch-Arena Zuschauer: 8.389 Schiedsrichter: Storks |

| 4. Spieltag | 6. Aug. 2017 | 1. FC Magdeburg                 | 2:1 | FC Würzburger Kickers | Magdeburg                                                            |
|             | 14:00        | Schwede 7′ Weil 10′ (Strafstoß) |     | Bytyqi 80′            | Stadion: Stadion Magdeburg Zuschauer: 15.922 Schiedsrichter: Dingert |

| 5. Spieltag | 19. Aug. 2017 | SC Preußen Münster | 0:1 | 1. FC Magdeburg | Münster                                                              |
|             | 14:00         |                    |     | Niemeyer 65′    | Stadion: Preußenstadion Zuschauer: 7.269 Schiedsrichter: Patrick Alt |

| 6. Spieltag | 26. Aug. 2017 | 1. FC Magdeburg                                               | 4:1 | SV Werder Bremen II | Magdeburg                                                                   |
|             | 14:00         | Erdmann 38′ Düker 78′ Türpitz 81′ (Strafstoß) Lohkemper 90+3′ |     | Jacobsen 40′        | Stadion: Stadion Magdeburg Zuschauer: 14.834 Schiedsrichter: Nicolas Winter |

| 7. Spieltag | 9. Sep. 2017 | 1. FC Magdeburg           | 2:0 | FC Hansa Rostock | Magdeburg                                                             |
|             | 14:00        | Türpitz 43′ Lohkemper 68′ |     |                  | Stadion: Stadion Magdeburg Zuschauer: 20.817 Schiedsrichter: Hartmann |

| 8. Spieltag | 15. Sep. 2017 | FSV Zwickau                        | 3:1 | 1. FC Magdeburg | Zwickau                                                                  |
|             | 19:00         | Frick 22′ König 41′ Antonitsch 63′ |     | Sowislo 45+3′   | Stadion: Stadion Zwickau Zuschauer: 7.951 Schiedsrichter: Tobias Fritsch |

| 9. Spieltag | 19. Sep. 2017 | 1. FC Magdeburg | 1:0 | SC Paderborn 07 | Magdeburg                                                          |
|             | 19:00         | Beck 62′        |     |                 | Stadion: Stadion Magdeburg Zuschauer: 16.826 Schiedsrichter: Brand |

| 10. Spieltag | 24. Sep. 2017 | VfR Aalen | 0:1 | 1. FC Magdeburg | Aalen                                                                 |
|              | 14:00         |           |     | Schwede 80′     | Stadion: Ostalb Arena Zuschauer: 4.298 Schiedsrichter: Michael Bacher |

| 11. Spieltag | 1. Okt. 2017 | 1. FC Magdeburg         | 2:0 | FC Carl Zeiss Jena | Magdeburg                                                               |
|              | 14:00        | Türpitz 36′ Hammann 85′ |     |                    | Stadion: Stadion Magdeburg Zuschauer: 20.778 Schiedsrichter: Willenborg |

| 12. Spieltag | 13. Okt. 2017 | VfL Osnabrück | 0:2 | 1. FC Magdeburg                    | Osnabrück                                                        |
|              | 19:00         |               |     | Rother 14′ Türpitz 22′ (Strafstoß) | Stadion: Bremer Brücke Zuschauer: 9.547 Schiedsrichter: Petersen |

| 13. Spieltag | 21. Okt. 2017 | 1. FC Magdeburg | 0:3 | SpVgg Unterhaching             | Magdeburg                                                           |
|              | 14:00         |                 |     | Hagn 2′ Hain 44′ Dombrowka 65′ | Stadion: Stadion Magdeburg Zuschauer: 16.384 Schiedsrichter: Osmers |

| 14. Spieltag | 23. Juli 2017 | Karlsruher SC | 1:0 | 1. FC Magdeburg | Karlsruhe                                                         |
|              | 14:00         | Wanitzek 40′  |     |                 | Stadion: Wildparkstadion Zuschauer: 12.748 Schiedsrichter: Kampka |

| 15. Spieltag | 21. Okt. 2017 | 1. FC Magdeburg | 0:0 | SV Wehen Wiesbaden | Magdeburg                                                          |
|              | 14:00         |                 |     |                    | Stadion: Stadion Magdeburg Zuschauer: 15.264 Schiedsrichter: Gräfe |

| 16. Spieltag | 18. Nov. 2017 | SC Fortuna Köln             | 1:2 | 1. FC Magdeburg        | Köln                                                           |
|              | 14:00         | Keita-Ruelh 43′ (Strafstoß) |     | Niemeyer 18′ Düker 64′ | Stadion: Südstadion Zuschauer: 4.706 Schiedsrichter: Steinhaus |

| 17. Spieltag | 25. Nov. 2017 | 1. FC Magdeburg      | 2:1 | Hallescher FC         | Magdeburg                                                              |
|              | 14:00         | Beck 8′ Niemeyer 12′ |     | Handke 67′ (Eigentor) | Stadion: Stadion Magdeburg Zuschauer: 22.481 Schiedsrichter: Jablonski |

| 18. Spieltag | 2. Dez. 2017 | Chemnitzer FC | 1:3 | 1. FC Magdeburg        | Chemnitz                                                                            |
|              | 14:00        | Frahn 28′ 78′ |     | Beck 12′ 21′ Düker 39′ | Stadion: Stadion an der Gellertstraße Zuschauer: 7.847 Schiedsrichter: Henry Müller |

| 19. Spieltag | 8. Dez. 2017 | 1. FC Magdeburg    | 2:0 | Sportfreunde Lotte | Magdeburg                                                           |
|              | 14:00        | Beck 8′ Handke 44′ |     |                    | Stadion: Stadion Magdeburg Zuschauer: 15.858 Schiedsrichter: Cortus |

##### Hinrunden-Tabelle
| Pl.                     | Verein             | Sp. | S  | U | N | Tore    | Diff. | Punkte |
| ----------------------- | ------------------ | --- | -- | - | - | ------- | ----- | ------ |
| 1.                      | SC Paderborn 07    | 19  | 14 | 1 | 4 | 047:240 | +23   | 43     |
| 2.                      | 1. FC Magdeburg    | 19  | 14 | 1 | 4 | 031:180 | +13   | 43     |
| 3.                      | SV Wehen Wiesbaden | 19  | 11 | 3 | 5 | 037:130 | +24   | 36     |
| 4.                      | Hansa Rostock      | 19  | 10 | 4 | 5 | 027:160 | +11   | 34     |
| 5.                      | SC Fortuna Köln    | 19  | 9  | 5 | 5 | 032:240 | +8    | 32     |
| Stand: 8. Dezember 2017 |                    |     |    |   |   |         |       |        |

| Zum Saisonende 2017/18: Aufsteiger in die 2. Bundesliga und Teilnehmer am DFB-Pokal 2018/19 Teilnehmer an den Relegationsspielen zur 2. Bundesliga und Teilnehmer am DFB-Pokal 2018/19 Teilnehmer am DFB-Pokal 2018/19 |

#### Rückrunde

##### Rückrunden-Spieltage
| 20. Spieltag | 16. Dez. 2017 | 1. FC Magdeburg                | 3:0 | Sonnenhof Großaspach | Magdeburg                                                                 |
|              | 14:00         | Niemeyer 7′ Beck 12′ Düker 29′ |     |                      | Stadion: Stadion Magdeburg Zuschauer: 14.835 Schiedsrichter: Weickenmeier |

| 21. Spieltag | 22. Jan. 2018 | FC Rot-Weiß Erfurt               | 3:1 | 1. FC Magdeburg | Erfurt                                                              |
|              | 20:30         | Neuhold 70′ Laurito 75′ Huth 88′ |     | Beck 66′        | Stadion: Steigerwaldstadion Zuschauer: 7.231 Schiedsrichter: Storks |

| 22. Spieltag | 27. Jan. 2018 | 1. FC Magdeburg | 0:0 | SV Meppen | Magdeburg                                                                |
|              | 14:00         |                 |     |           | Stadion: Stadion Magdeburg Zuschauer: 16.606 Schiedsrichter: Patrick Alt |

| 23. Spieltag | 3. Feb. 2018 | FC Würzburger Kickers | 1:0 | 1. FC Magdeburg | Würzburg                                                                 |
|              | 14:00        | Ademi 42′ (Strafstoß) |     |                 | Stadion: Dallenbergstadion Zuschauer: 6.670 Schiedsrichter: Henry Müller |

| 24. Spieltag | 10. Feb. 2018 | 1. FC Magdeburg                 | 3:1 | SC Preußen Münster | Magdeburg                                                                        |
|              | 14:00         | Schwede 13′ Handke 33′ Beck 35′ |     | Scherder 9′        | Stadion: Stadion Magdeburg Zuschauer: 15.166 Schiedsrichter: Tim-Julian Skorczyk |

| 25. Spieltag | 17. Feb. 2018 | SV Werder Bremen II    | 1:3 | 1. FC Magdeburg                                 | Bremen                                                               |
|              | 14:00         | Kruska 30′ (Strafstoß) |     | Türpitz 6′ (Strafstoß) Butzen 87′ Schwede 90+2′ | Stadion: Weserstadion Zuschauer: 4.810 Schiedsrichter: Marcel Schütz |

| 26. Spieltag | 24. Feb. 2018 | FC Hansa Rostock | 1:0 | 1. FC Magdeburg | Rostock                                                               |
|              | 14:00         | Henning 28′      |     |                 | Stadion: Ostseestadion Zuschauer: 23.000 Schiedsrichter: Henry Müller |

| 28. Spieltag | 6. März 2018 | SC Paderborn 07 | 1:1 | 1. FC Magdeburg | Paderborn                                                                |
|              | 19:00        | Weil 61′        |     | Yeboah 63′      | Stadion: Benteler-Arena Zuschauer: 11.067 Schiedsrichter: Michael Bacher |

| 29. Spieltag | 11. März 2018 | 1. FC Magdeburg                                                 | 6:1 | VfR Aalen         | Magdeburg                                                                    |
|              | 14:00         | Beck 4′ Hainault 12′ Türpitz 14′ Weil 73′ Rother 82′ Costly 86′ |     | Schnellbacher 24′ | Stadion: Stadion Magdeburg Zuschauer: 17.136 Schiedsrichter: Christof Günsch |

| 31. Spieltag | 25. März 2018 | 1. FC Magdeburg         | 2:0 | VfL Osnabrück | Magdeburg                                                                       |
|              | 14:00         | Türpitz 57′ Schwede 90′ |     |               | Stadion: Stadion Magdeburg Zuschauer: 18.616 Schiedsrichter: Florian Badstübner |

| 27. Spieltag | 28. März 2018      | 1. FC Magdeburg       | 2:2 | FSV Zwickau                          | Magdeburg                                                                 |
|              | 14:00 Nachholspiel | Costly 9′ Türpitz 64′ |     | Bahn 15′ (Strafstoß) 84′ (Strafstoß) | Stadion: Stadion Magdeburg Zuschauer: 20.788 Schiedsrichter: Florian Heft |

| 32. Spieltag | 1. Apr. 2018 | SpVgg Unterhaching | 0:1 | 1. FC Magdeburg | Unterhaching                                                             |
|              | 14:00        |                    |     | Türpitz 77′     | Stadion: Sportpark Unterhaching Zuschauer: 5.000 Schiedsrichter: Dingert |

| 33. Spieltag | 7. Apr. 2018 | 1. FC Magdeburg        | 2:0 | Karlsruher SC | Magdeburg                                                           |
|              | 14:00        | Türpitz 69′ Beck 90+2′ |     |               | Stadion: Stadion Magdeburg Zuschauer: 22.734 Schiedsrichter: Storks |

| 34. Spieltag | 13. Apr. 2018 | SV Wehen Wiesbaden | 1:2 | 1. FC Magdeburg      | Wiesbaden                                                                 |
|              | 19:00         | Schäffler 71′      |     | Beck 54′ Schwede 70′ | Stadion: Brita-Arena Zuschauer: 6.720 Schiedsrichter: Matthias Jöllenbeck |

| 30. Spieltag | 17. Apr. 2018      | FC Carl Zeiss Jena | 1:5 | 1. FC Magdeburg                                                               | Jena                                                                          |
|              | 19:00 Nachholspiel | Wolfram 56′        |     | Türpitz 16′ (Strafstoß) 24′ (Strafstoß) 60′ (Strafstoß) Beck 35′ Hainault 47′ | Stadion: Ernst-Abbe-Sportfeld Zuschauer: 8.194 Schiedsrichter: Tobias Reichel |

| 35. Spieltag | 21. Apr. 2018 | 1. FC Magdeburg                    | 2:0 | SC Fortuna Köln | Magdeburg                                                                    |
|              | 14:00         | Türpitz 5′ (Strafstoß) Hammann 33′ |     |                 | Stadion: Stadion Magdeburg Zuschauer: 22.316 Schiedsrichter: Patrick Ittrich |

| 36. Spieltag | 28. Apr. 2018 | Hallescher FC | 0:2 | 1. FC Magdeburg   | Halle                                                                     |
|              | 14:00         |               |     | Lohkemper 32′ 53′ | Stadion: Erdgas Sportpark Zuschauer: 6.321 Schiedsrichter: Johann Pfeifer |

| 37. Spieltag | 5. Mai 2018 | 1. FC Magdeburg                     | 3:1 | Chemnitzer FC | Magdeburg                                                                       |
|              | 13:30       | Beck 10′ Laprevotte 17′ Türpitz 22′ |     | Frahn 36′     | Stadion: Stadion Magdeburg Zuschauer: 21.893 Schiedsrichter: Jonas Weickenmeier |

| 38. Spieltag | 12. Mai 2018 | Sportfreunde Lotte | 0:1 | 1. FC Magdeburg | Lotte                                                                              |
|              | 13:30        |                    |     | Butzen 89′      | Stadion: Sportpark am Lotter Kreuz Zuschauer: 7.270 Schiedsrichter: Michael Bacher |

##### Rückrunden-Tabelle
| Pl.                 | Verein             | Sp. | S  | U  | N  | Tore    | Diff. | Punkte |
| ------------------- | ------------------ | --- | -- | -- | -- | ------- | ----- | ------ |
| 1.                  | 1. FC Magdeburg    | 38  | 27 | 4  | 7  | 070:320 | +38   | 85     |
| 2.                  | SC Paderborn 07    | 38  | 25 | 8  | 5  | 090:330 | +57   | 83     |
| 3.                  | Karlsruher SC (A)  | 38  | 19 | 12 | 7  | 049:290 | +20   | 69     |
| 4.                  | SV Wehen Wiesbaden | 38  | 21 | 5  | 12 | 076:390 | +37   | 68     |
| 5.                  | Würzburger Kickers | 38  | 17 | 10 | 11 | 053:460 | +7    | 61     |
| Stand: 12. Mai 2018 |                    |     |    |    |    |         |       |        |

| Zum Saisonende 2017/18: Aufsteiger in die 2. Bundesliga und Teilnehmer am DFB-Pokal 2018/19 Teilnehmer an den Relegationsspielen zur 2. Bundesliga und Teilnehmer am DFB-Pokal 2018/19 Teilnehmer am DFB-Pokal 2018/19 |

### DFB-Pokal
Hauptartikel: DFB-Pokal 2017/18
| 1. Runde | 13. Aug. 2017 | 1. FC Magdeburg | 2:0 | FC Augsburg            | Magdeburg                                                             |
|          | 18:30         |                 |     | Beck 87′ Schwede 90+1′ | Stadion: Stadion Magdeburg Zuschauer: 21.641 Schiedsrichter: Winkmann |

| 2. Runde | 24. Okt. 2017 | 1. FC Magdeburg | 0:5 | Borussia Dortmund                                                    | Magdeburg                                                            |
|          | 20:45         |                 |     | Castro 42′ Isak 47′ Jarmolenko 73′ (Strafstoß) Bartra 79′ Kagawa 90′ | Stadion: Stadion Magdeburg Zuschauer: 23.102 Schiedsrichter: Siebert |

### FSA-Landespokal
Hauptartikel: Landespokal Sachsen-Anhalt
| 1. Runde | 2. Sep. 2017 | SV Schwarz-Gelb Bernburg | 0:8 | 1. FC Magdeburg                                                            | Bernburg                                 |
|          | 15:00        |                          |     | Düker 18′ 60′ Lohkemper 25′ 64′ 68′ 87′ Ludwig 52′ (Strafstoß) Erdmann 56′ | Stadion: Arena Bernburg Zuschauer: 1.832 |

| 2. Runde | 7. Okt. 2017 | SV Liesten 22 | 0:16 | 1. FC Magdeburg | Liesten                                   |
|          | 14:00        |               |      | Düker 6′ 15′ 20′ 57′ Müller 10′ 27′ 37′ Pick 40′ 49′ Ludwig 44′ 74′ Hainault 68′ Steven Beck 70′ (Eigentor) Beck 77′ 80′ 88′ | Stadion: Stadion Liesten Zuschauer: 1.375 |

| Achtelfinale | 11. Nov. 2017 | SC Naumburg   | 1:2 | 1. FC Magdeburg        | Naumburg                                         |
|              | 13:00         | Krumbholz 24′ |     | Lohkemper 19′ Beck 74′ | Stadion: Stadt-Stadion Naumburg Zuschauer: 2.100 |

| Viertelfinale | 21. März 2018 | Hallescher FC | 0:1 | 1. FC Magdeburg | Halle                                      |
|               | 20:30         |               |     | Düker 43′       | Stadion: Erdgas Sportpark Zuschauer: 6.013 |

| Halbfinale | 1. Mai 2018 | BSV Halle-Ammendorf | 0:3 | 1. FC Magdeburg               | Halle                                             |
|            | 14:00       |                     |     | Weil 47′ Beck 49′ Türpitz 50′ | Stadion: Stadion der Waggonbauer Zuschauer: 1.000 |

| 1. FC Lok Stendal                                                | 1. FC Lok Stendal | 1. FC Magdeburg | 1. FC Magdeburg |
| ---------------------------------------------------------------- | --- | --- | --------------- |
| 1. FC Lok Stendal                                                | \| Finale \| \| 21. Mai 2018 um 12:30 Uhr in Magdeburg (Heinrich-Germer-Stadion) \| \| Ergebnis: 0:1 (0:1) \| \| Zuschauer: 3.803 \| \| Schiedsrichter: Tim Kohnert \|                                                                                           | \| Finale \| \| 21. Mai 2018 um 12:30 Uhr in Magdeburg (Heinrich-Germer-Stadion) \| \| Ergebnis: 0:1 (0:1) \| \| Zuschauer: 3.803 \| \| Schiedsrichter: Tim Kohnert \|                                                                               | 1. FC Magdeburg |
| 1. FC Lok Stendal                                                | Lukas Kycek – Franz Erdmann (70. Lukas Breda), Philipp Gross, Martin Gebauer, Niclas Buschke, Steven Schubert, Vincent Kühn (75. Martin Gödecke), Tim Schaarschmidt, Johannes Mahrhold, Christos Ireidis, Martin Krüger (81. Max Salge) Cheftrainer: Sven Körner | Mario Seidel – Christopher Handke (67. Björn Rother), Philip Türpitz, Marcel Costly, Christian Beck, Dennis Erdmann, Steffen Schäfer, Nils Butzen, Marius Sowislo, Florian Pick (86. Tarek Chahed), Charles Elie Laprevotte Cheftrainer: Jens Härtel | 1. FC Magdeburg |
| 1. FC Lok Stendal                                                | 0:1 Beck (29.) | | 1. FC Magdeburg |
| 1. FC Lok Stendal                                                | Sowislo (53.) | | 1. FC Magdeburg |
| Finale                                                           | | |                 |
| 21. Mai 2018 um 12:30 Uhr in Magdeburg (Heinrich-Germer-Stadion) | | |                 |
| Ergebnis: 0:1 (0:1)                                              | | |                 |
| Zuschauer: 3.803                                                 | | |                 |
| Schiedsrichter: Tim Kohnert                                      | | |                 |